# 2019年世界陸上競技選手権大会アルバニア選手団
2019年世界陸上競技選手権大会アルバニア選手団は、2019年9月27日から10月6日までカタールのドーハで開催された第17回世界陸上競技選手権大会のアルバニア選手団。

## 選手団
- 人員: 選手 1人

## 選手名簿・結果
| 選手         | 種目          | 予選      | 予選       | 決勝         | 決勝 |
| 選手         | 種目          | 結果      | 順位       | 結果         | 順位 |
| ------------ | ------------- | --------- | ---------- | ------------ | ---- |
| ルイザ・ゲガ | 女子3000m障害 | 9分28秒32 | 10位 (5着) | 9分19秒93 NR | 9位  |